# Elecciones regionales y municipales de Perú de 2022
Las elecciones regionales y municipales de Perú de 2022 (abreviatura: ERM 2022) se llevaron a cabo el domingo 2 de octubre de 2022 en todo el Perú, eligiendo autoridades para el período 2023-2026. Fueron convocadas por el presidente Pedro Castillo mediante el Decreto Supremo N.º 001-2022-PCM (4 de enero de 2022). Se sometieron a elección 25 gobernaciones regionales, 196 alcaldías provinciales y 1694 distritales. La segunda vuelta regional se llevó a cabo el domingo 4 de diciembre de 2022.
Los movimientos independientes se alzaron nuevamente como los vencedores de esta elección. Recuperaron parte del terreno cedido a los partidos políticos nacionales en la elección anterior en los tres niveles de gobierno subnacional. En total, los independientes obtuvieron la gobernación en catorce departamentos, uno menos que los obtenidos en 2018. A nivel provincial, superaron el número de alcaldías bajo su control hasta ese momento y obtuvieron la victoria en todas las circunscripciones de cinco departamentos. El resultado fue similar a nivel distrital.
Los resultados regionales mostraron el ascenso de Somos Perú, que se convirtió en el partido más votado y con más gobernaciones (siete) por primera vez en la historia, seguido de lejos por Alianza para el Progreso con dos gobiernos (La Libertad y Tumbes). Acción Popular perdió todas las gobernaciones que ostentaba. Avanza País y el Frente de la Esperanza consiguieron las gobernaciones de Madre de Dios y Apurímac, respectivamente. Ni Perú Libre ni Fuerza Popular, las fuerzas más votadas en las elecciones generales del año anterior, obtuvieron alguna gobernación.
Los resultados municipales fueron similares: Somos Perú se convirtió en el partido más votado por primera vez desde 1998 y con más alcaldías provinciales y distritales por primera vez en la historia, arrebatando Trujillo a Alianza para el Progreso, que perdió parte de las comunas que gobernaba incluso en su bastión electoral del norte del país. Avanza País se alzó como el tercer partido con más alcaldías provinciales. Perú Libre perdió en todos los comicios provinciales en Junín, su lugar de origen, pero mejoró el número de alcaldías distritales bajo su control. Juntos por el Perú obtuvo importantes victorias en Chiclayo y Chimbote. Fuerza Popular tuvo el peor resultado de su historia. En Lima, Renovación Popular obtuvo una victoria cerrada sobre Podemos Perú.

## Sistema electoral

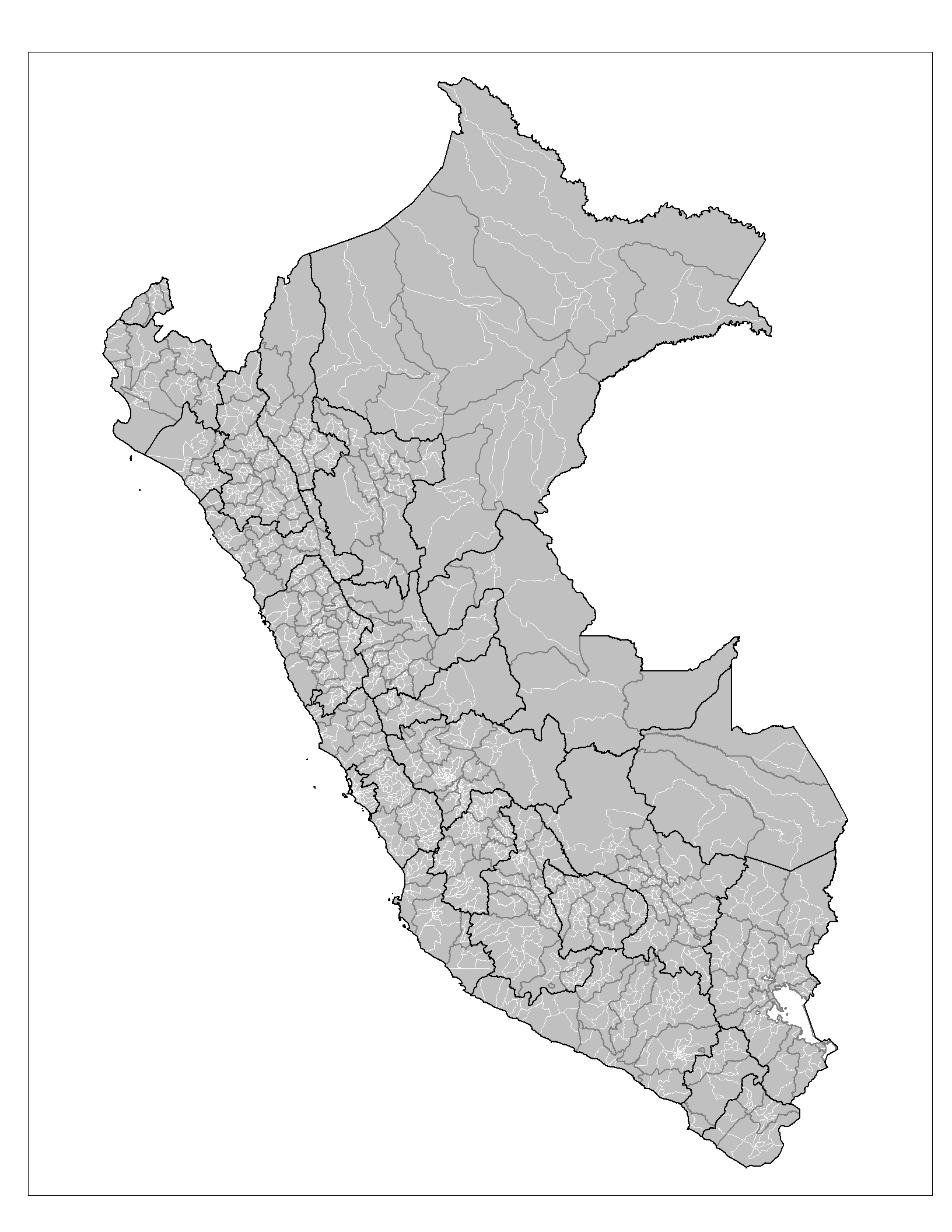
División administrativa del Perú (departamentos, provincias y distritos).

### Generalidades
La República del Perú se divide político‐administrativamente en 24 departamentos, 196 provincias y 1890 distritos. Su administración se encuentra a cargo de los gobernadores regionales, los alcaldes provinciales y los alcaldes distritales, respectivamente. Estos cargos son sometidos a elección popular el primer domingo de octubre, cada cuatro años. El sistema electoral encargado de la organización del proceso está conformado por el Jurado Nacional de Elecciones (JNE), la Oficina Nacional de Procesos Electorales (ONPE) y el Registro Nacional de Identificación y Estado Civil (RENIEC).
Los partidos políticos y los movimientos regionales debidamente inscritos en el Registro de Organizaciones Políticas están habilitados para presentar candidatos. Inicialmente, los candidatos debían ser elegidos mediante voto universal, libre, obligatorio, igual, directo y secreto de todos los ciudadanos, afiliados o no a la organización política. Sin embargo, el Congreso peruano suspendió este requisito dada la situación planteada por la pandemia de COVID‐19 y la dificultad técnica de su organización manifestada por el JNE y la ONPE. Las elecciones primarias, abiertas, simultáneas y obligatorias (PASO) se hubieran organizado para las elecciones generales de 2026, pero fueron eliminadas por el Congreso peruano.
Los candidatos fueron elegidos mediante elecciones internas directamente por los militantes de las organizaciones políticas o indirectamente a través de delegados (15‐22 de mayo de 2022).

### Elecciones regionales
Los gobiernos regionales constituyen el órgano administrativo y de gobierno de los departamentos del Perú y la Provincia Constitucional del Callao. Están compuestos por el gobernador regional, el vicegobernador regional y el Consejo Regional.
La votación se realiza en base al sufragio universal, que comprende a todos los ciudadanos nacionales mayores de dieciocho años, empadronados y residentes en cada departamento y en pleno goce de sus derechos políticos.
El gobernador y vicegobernador regional son elegidos por sufragio directo. Para que un candidato sea proclamado ganador debe obtener no menos de 30% de votos válidos. En caso ningún candidato logre ese porcentaje en la primera vuelta electoral, los dos candidatos más votados participan en una segunda vuelta o balotaje. No hay reelección inmediata de gobernadores regionales.
Los consejos regionales están compuestos por entre 7 y 25 consejeros elegidos por sufragio directo para un período de cuatro (4) años. La votación es por lista cerrada y bloqueada. Cada provincia de cada departamento constituye una circunscripción electoral. Se asigna a la lista ganadora los escaños según el método d'Hondt.

### Elecciones municipales
Las municipalidades provinciales y distritales constituyen el órgano administrativo y de gobierno de las provincias y los distritos del Perú. Están compuestas por el alcalde y el concejo municipal (provincial y distrital).
La votación se realiza en base al sufragio universal, que comprende a todos los ciudadanos nacionales mayores de dieciocho años, empadronados y residentes en la provincia o el distrito y en pleno goce de sus derechos políticos, así como a los ciudadanos no nacionales residentes y empadronados en la provincia o el distrito. No hay reelección inmediata de alcaldes.
Los concejos municipales están compuestos por entre 5 y 15 regidores (excepto el de la provincia de Lima, compuesto por 39 regidores) elegidos por sufragio directo para un período de cuatro (4) años, en forma conjunta con la elección del alcalde (quien preside el concejo). La votación es por lista cerrada y bloqueada. Se asigna a la lista ganadora los escaños según el método d'Hondt o la mitad más uno, lo que más le favorezca.

## Calendario
Las fechas clave se enumeran a continuación:
- 2021:
  - 2 de octubre: Cierre del Padrón Electoral.
  - 31 de diciembre: Fecha límite para renunciar a una organización política (candidatos a gobernador, vicegobernador y alcaldes).

- 2022:
  - 5 de enero: Fecha límite para la convocatoria a elecciones.
  - 5 de enero: Fecha límite para presentar solicitud de inscripción de nuevas organizaciones políticas.
  - 5 de enero: Fecha límite para afiliarse a una organización política (candidatos a gobernador, vicegobernador y alcaldes).
  - 4 de febrero: Fecha de remisión del padrón electoral.
  - 6 de marzo: Fecha de aprobación del padrón electoral.
  - 15 de mayo: Elecciones internas directas
  - 22 de mayo: Elecciones internas indirectas
  - 7 de junio: Fecha límite para la publicación de resultados de las elecciones internas.
  - 14 de junio: Fecha límite para la presentación de solicitudes de inscripción de fórmulas y listas de candidatos ante los Jurados Electorales Especiales.
  - 3 de agosto: Fecha límite para la publicación de fórmulas y listas admitidas.
  - 3 de agosto: Fecha límite para renuncia y retiro de candidatos.
  - 18 de agosto: Fecha límite para la resolución de tachas y exclusiones en primera instancia.
  - 2 de septiembre: Fecha límite para la resolución definitiva de tachas y exclusiones.
  - 1 de octubre: Fecha límite de exclusión por situación jurídica del candidato.
  - 2 de octubre: Elecciones regionales y municipales

## Partidos y líderes
A continuación se muestra una lista de los principales partidos y alianzas electorales que participan en las elecciones:
| Candidatura | Candidatura | Partidos y alianzas                             | Líderes                    | Líderes                     | Ideología                                                           | Resultado previo | Resultado previo | Resultado previo | Resultado previo |
| Candidatura | Candidatura | Partidos y alianzas                             | Líderes                    | Líderes                     | Ideología                                                           | Votos (%)        | Gob.             | Prov.            | Dist.            |
| ----------- | ----------- | ----------------------------------------------- | -------------------------- | --------------------------- | ------------------------------------------------------------------- | ---------------- | ---------------- | ---------------- | ---------------- |
|             | AP          | Lista - Acción Popular (AP)                     |                            | Mesías Guevara Amasifuén    | Partido atrapalotodo                                                | 16.53%           | 3                | 13               | 118              |
|             | APP         | Lista - Alianza para el Progreso (APP)          |                            | César Acuña Peralta         | Liberalismo económico Conservadurismo liberal Populismo de derecha  | 9.61%            | 4                | 26               | 233              |
|             | PP          | Lista - Podemos Perú (PP)                       |                            | José Luna Gálvez            | Conservadurismo social Populismo Nacionalismo                       | 8.54%            | 1                | 1                | 22               |
|             | SP          | Lista - Somos Perú (SP)                         |                            | Patricia Li Sotelo          | Democracia cristiana Conservadurismo social                         | 4.77%            | 1                | 9                | 89               |
|             | FP          | Lista - Fuerza Popular (FP)                     |                            | Keiko Fujimori Higuchi      | Fujimorismo Conservadurismo social Populismo de derecha             | 3.17%            | 0                | 3                | 46               |
|             | PL          | Lista - Perú Libre (PL)                         |                            | Vladimir Cerrón Rojas       | Socialismo del siglo XXI Marxismo-leninismo Mariateguismo           | 2.66%            | 1                | 5                | 29               |
|             | AvP         | Lista - Avanza País (AvP)                       |                            | Aldo Borrero Rojas          | Conservadurismo liberal Neoliberalismo                              | 1.57%            | 0                | 4                | 18               |
|             | RP          | Lista - Renovación Popular (RP)                 |                            | Rafael López Aliaga Cazorla | Ultraconservadurismo Fundamentalismo cristiano Populismo de derecha | 1.31%            | 0                | 0                | 8                |
|             | JP          | Lista - Juntos por el Perú (JP)                 |                            | Roberto Sánchez Palomino    | Socialismo democrático Progresismo                                  | 1.04%            | 0                | 0                | 10               |
|             | PM          | Lista - Partido Morado (PM)                     |                            | Luis Durán Rojo             | Centrismo Republicanismo Progresismo                                | Nuevo            | Nuevo            | Nuevo            | Nuevo            |
|             | FE          | Lista - Frente de la Esperanza (FE)             |                            | Fernando Olivera Vega       | Reformismo                                                          | Nuevo            | Nuevo            | Nuevo            | Nuevo            |
|             | PPP         | Lista - Partido Patriótico del Perú (PPP)       |                            | Herbert Caller Gutiérrez    | Nacionalpopulismo Antiglobalismo Nativismo                          | Nuevo            | Nuevo            | Nuevo            | Nuevo            |
|             | IND         | Lista - Movimientos regionales (Independientes) | Sin liderazgo centralizado | Sin liderazgo centralizado  | Regionalismo Localismo Municipalismo                                | 29.95%           | 14               | 107              | 885              |

## Elecciones regionales

### Sumario general

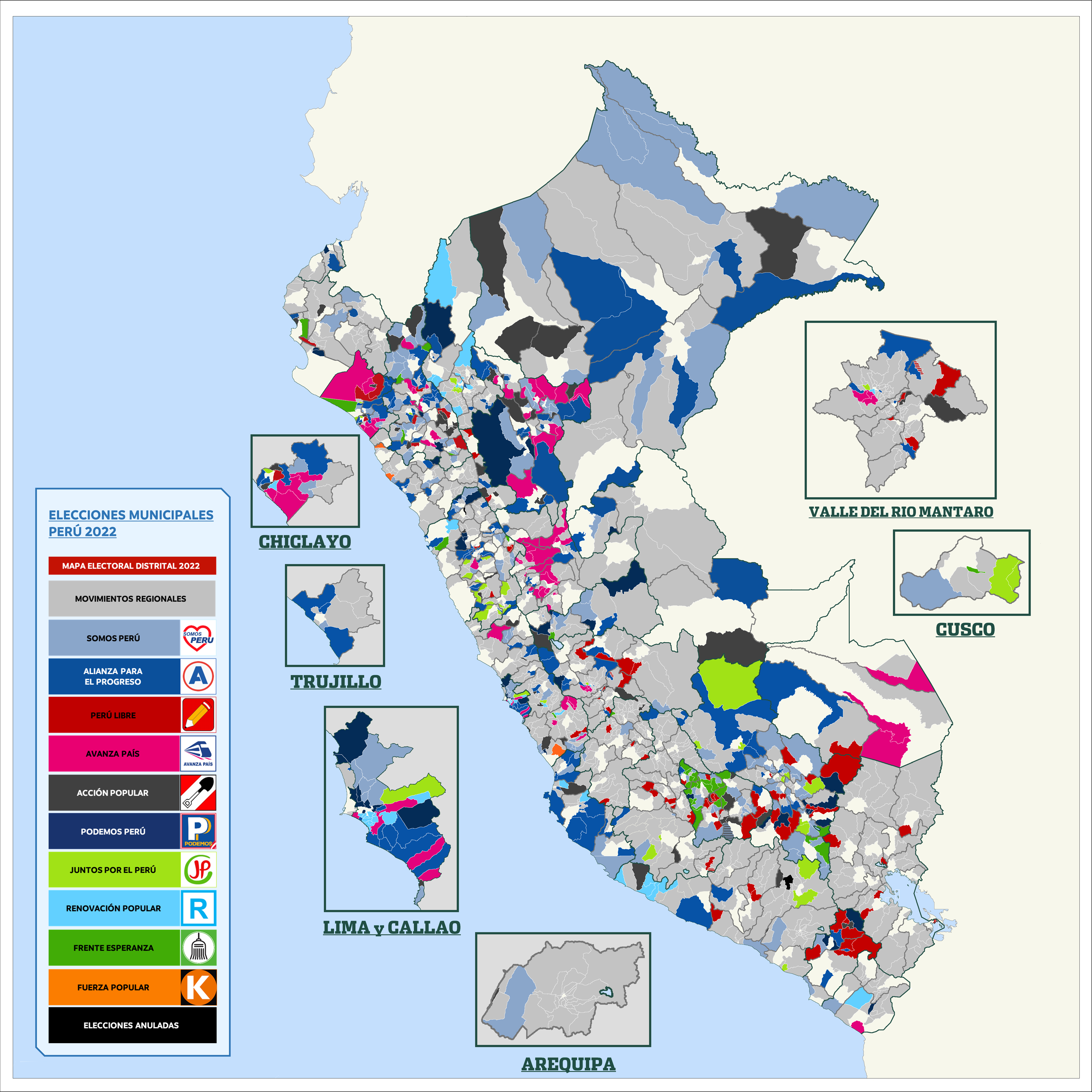
Resultados de las elecciones municipales distritales de Perú de 2022.

| Partidos y coaliciones | Partidos y coaliciones            | Voto popular | Voto popular | Voto popular | Gobiernos | Gobiernos |
| Partidos y coaliciones | Partidos y coaliciones            | Votos        | %            | ±pp          | Total     | +/−       |
| --- | --------------------------------- | ------------ | ------------ | ------------ | --------- | --------- |
| | Somos Perú (SP)                   | 1,185,647    | 11.30        | +6.94        | 7         | +6        |
| | Alianza para el Progreso (APP)    | 1,170,243    | 11.15        | –1.62        | 2         | –2        |
| | Avanza País (AvP)                 | 488,093      | 4.65         | +3.02        | 1         | +1        |
| | Frente de la Esperanza (FE)       | 443,381      | 4.23         | Nuevo        | 1         | +1        |
| | Perú Libre (PL)1                  | 268,404      | 2.56         | +0.05        | 0         | –1        |
| | Fuerza Popular (FP)               | 217,519      | 2.07         | –1.03        | 0         | ±0        |
| | Juntos por el Perú (JP)           | 182,670      | 1.74         | +0.80        | 0         | ±0        |
| | Renovación Popular (RP)2          | 153,222      | 1.46         | +1.20        | 0         | ±0        |
| | Podemos Perú (PP)3                | 129,485      | 1.23         | –3.32        | 0         | –1        |
| | Acción Popular (AP)               | 121,598      | 1.16         | –5.33        | 0         | –3        |
| | Partido Morado (PM)               | 26,913       | 0.26         | Nuevo        | 0         | ±0        |
| | Partido Patriótico del Perú (PPP) | 2,529        | 0.02         | Nuevo        | 0         | ±0        |
| | Independientes                    | 6,104,364    | 58.17        | n/a          | 14        | ±0        |
| |                                   |              |              |              |           |           |
| Total | Total                             | 10,494,068   |              |              | 25        | ±0        |
| |                                   |              |              |              |           |           |
| Votos válidos | Votos válidos                     | 10,494,068   | 79.66        | +1.17        |           |           |
| Votos en blanco | Votos en blanco                   | 1,561,534    | 11.85        | +0.99        |           |           |
| Votos nulos | Votos nulos                       | 1,118,709    | 8.49         | –2.16        |           |           |
| Votos emitidos | Votos emitidos                    | 13,174,311   | 76.74        | –2.73        |           |           |
| Abstenciones | Abstenciones                      | 3,992,598    | 23.26        | +2.73        |           |           |
| Votantes registrados | Votantes registrados              | 17,166,909   |              |              |           |           |
| |                                   |              |              |              |           |           |
| Fuente: |                                   |              |              |              |           |           |

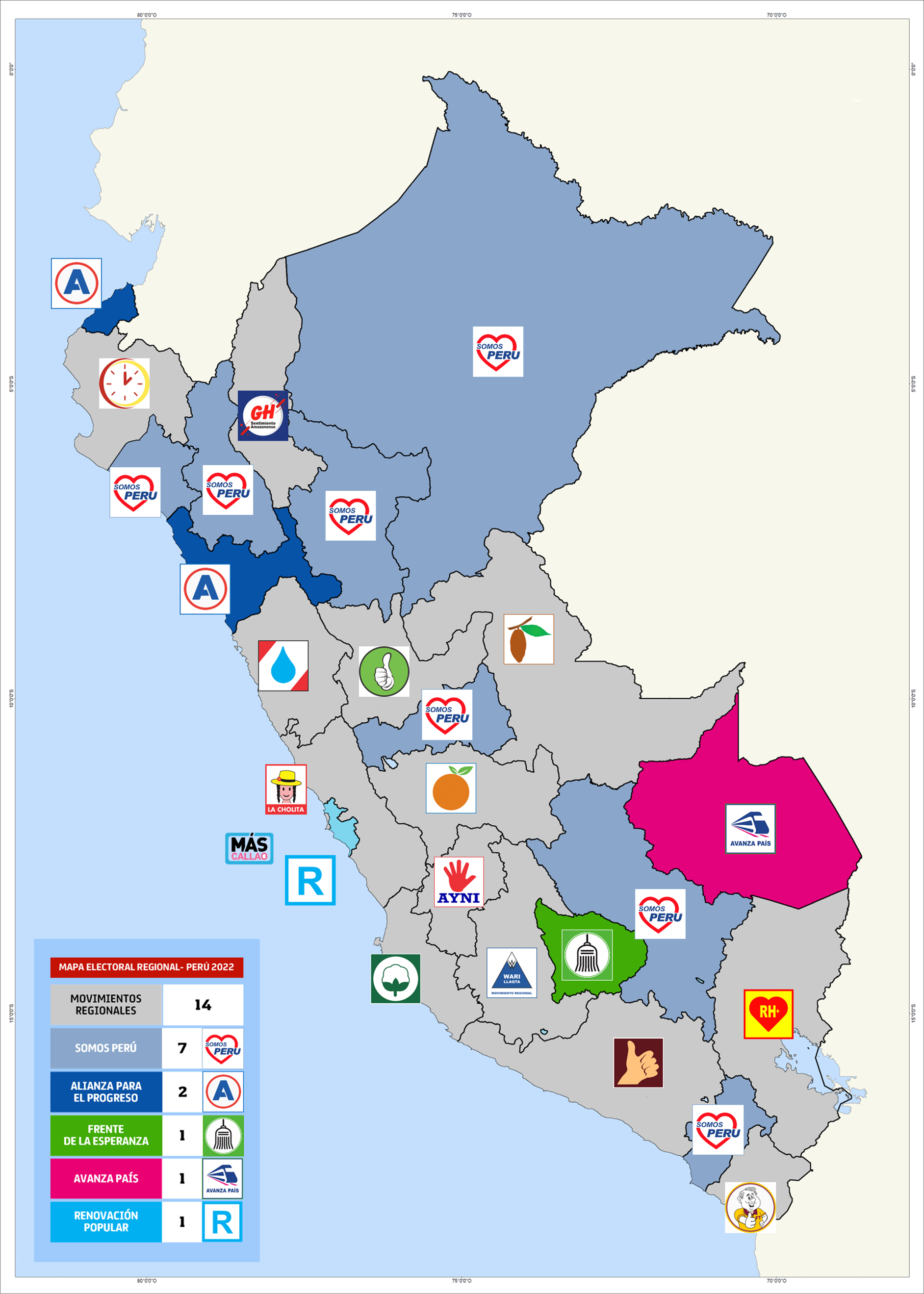
Resultados de las elecciones regionales de Perú de 2022.

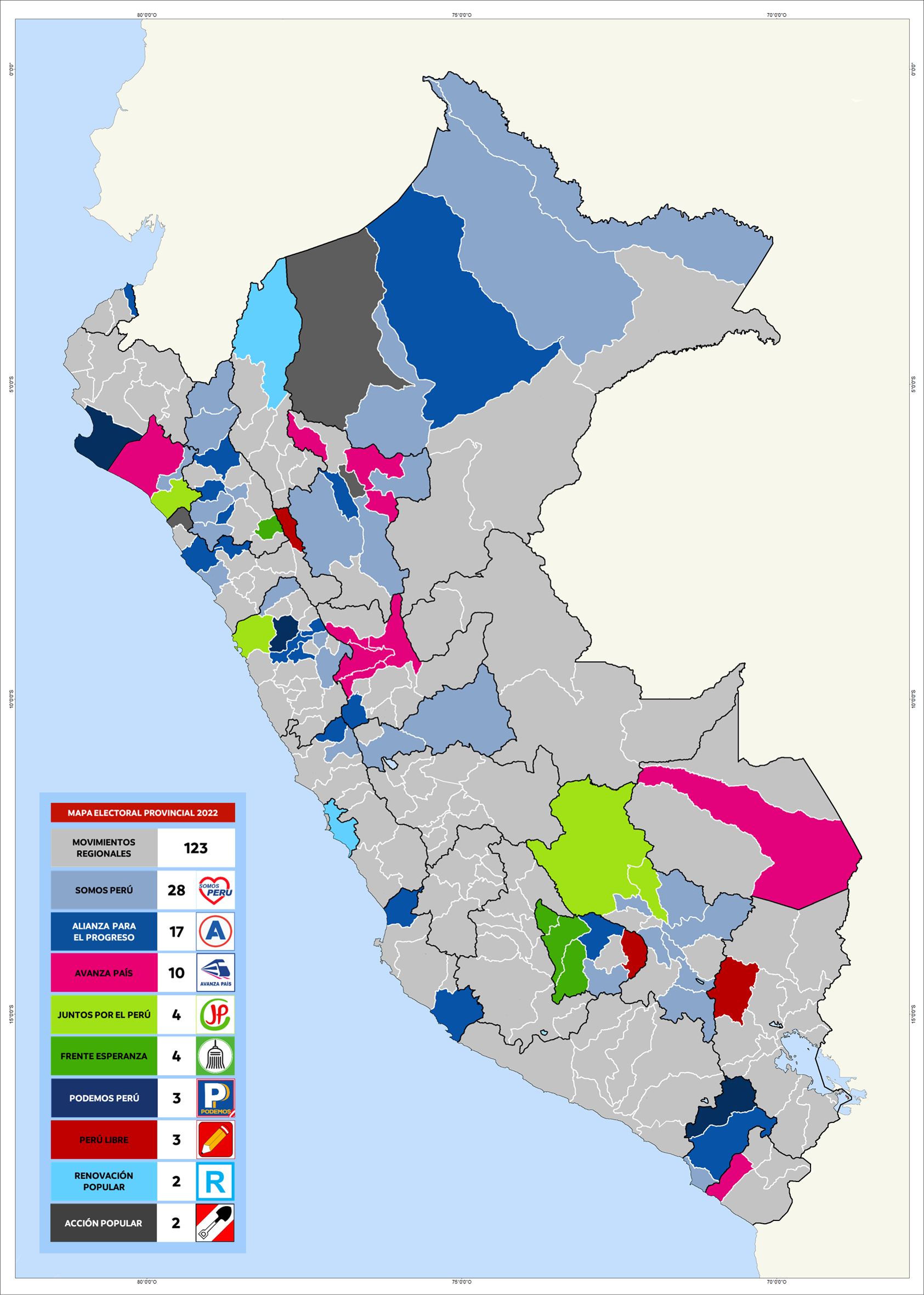
Resultados de las elecciones municipales provinciales de Perú de 2022.

| Notas al pie: 1 Comparado con los resultados de Perú Libertario (PL) y Movimiento Político Regional Perú Libre (PL) en las elecciones de 2018. 2 Comparado con los resultados de Solidaridad Nacional (SN) en las elecciones de 2018. 3 Comparado con los resultados de Podemos por el Progreso del Perú (PP) en las elecciones de 2018. |                                   |              |              |              |           |           |
| Notas al pie: |                                   |              |              |              |           |           |
| 1 Comparado con los resultados de Perú Libertario (PL) y Movimiento Político Regional Perú Libre (PL) en las elecciones de 2018. 2 Comparado con los resultados de Solidaridad Nacional (SN) en las elecciones de 2018. 3 Comparado con los resultados de Podemos por el Progreso del Perú (PP) en las elecciones de 2018.               |                                   |              |              |              |           |           |

### Resultados por departamento
La siguiente tabla enumera el control partidario en los departamentos del Perú. El cambio de mando de una organización política se resalta del color de ese partido. 
| Departamento  | Gobernador(a) titular         | Partido político | Partido político              | Gobernador(a) electo(a)     | Partido político | Partido político                 |
| ------------- | ----------------------------- | ---------------- | ----------------------------- | --------------------------- | ---------------- | -------------------------------- |
| Amazonas      | Oscar Altamirano Quispe       |                  | Fuerza Amazonense             | Gilmer Horna Corrales       |                  | Sentimiento Amazonense Regional  |
| Áncash        | Henry Borja Cruzado           |                  | Somos Perú                    | Fabián Noriega Brito        |                  | Alianza Gobierno Unidad y Acción |
| Apurímac      | Baltazar Lantarón Núñez       |                  | Llankasun Kuska               | Percy Godoy Medina          |                  | Frente de la Esperanza           |
| Arequipa      | Kimmerlee Gutiérrez Canahuire |                  | Unidos por el Gran Cambio     | Rohel Sánchez Sánchez       |                  | Yo Arequipa                      |
| Ayacucho      | Carlos Rua Carbajal           |                  | Musuq Ñan                     | Wilfredo Oscorima Núñez     |                  | Wari Llaqta                      |
| Cajamarca     | Mesías Guevara Amasifuén      |                  | Acción Popular                | Roger Guevara Rodríguez     |                  | Somos Perú                       |
| Callao        | Dante Mandriotti Castro       |                  | Por Ti Callao                 | Ciro Castillo Rojo Salas    |                  | MÁS Callao                       |
| Cusco         | Jean Benavente García         |                  | Acción Popular                | Werner Salcedo Álvarez      |                  | Somos Perú                       |
| Huancavelica  | Maciste Díaz Abad             |                  | Trabajando para Todos         | Leoncio Huayllani Taype     |                  | Movimiento Regional AYNI         |
| Huánuco       | Erasmo Fernández Sixto        |                  | Acción Popular                | Antonio Pulgar Lucas        |                  | Mi Buen Vecino                   |
| Ica           | Javier Gallegos Barrientos    |                  | Obras por la Modernidad       | Jorge Hurtado Herrera       |                  | Uno por Ica                      |
| Junín         | Fernando Orihuela Rojas       |                  | Perú Libre                    | Zósimo Cárdenas Muje        |                  | Sierra y Selva Contigo Junín     |
| La Libertad   | Manuel Llempén Coronel        |                  | Alianza para el Progreso      | César Acuña Peralta         |                  | Alianza para el Progreso         |
| Lambayeque    | Luis Díaz Bravo               |                  | Podemos Perú                  | Jorge Pérez Flores          |                  | Somos Perú                       |
| Lima          | Ricardo Chavarría Oría        |                  | Fuerza Regional               | Rosa Vásquez Cuadrado       |                  | Unidad Cívica Lima               |
| Loreto        | Elisbán Ochoa Sosa            |                  | Restauración Nacional         | René Chávez Silvano         |                  | Somos Perú                       |
| Madre de Dios | Herlens Gonzáles Enoki        |                  | Alianza para el Progreso      | Luis Otsuka Salazar         |                  | Avanza País                      |
| Moquegua      | Zenón Cuevas Pare             |                  | Moquegua Emprendedora         | Gilia Ninfa Gutierrez Ayala |                  | Somos Perú                       |
| Pasco         | Pedro Ubaldo Polinar          |                  | Alianza para el Progreso      | Luis Chombo Heredia         |                  | Somos Perú                       |
| Piura         | Servando García Correa        |                  | Fuerza Regional               | Luis Neyra León             |                  | Contigo Región                   |
| Puno          | Germán Alejo Apaza            |                  | Integración por el Desarrollo | Richard Hancco Soncco       |                  | Reforma y Honradez               |
| San Martín    | Pedro Bogarín Vargas          |                  | Acción Regional               | Walter Grundel Jiménez      |                  | Somos Perú                       |
| Tacna         | Juan Tonconi Quispe           |                  | Acción por la Unidad          | Luis Torres Robledo         |                  | Fuerza Tacna                     |
| Tumbes        | Dante Ramírez Zárate          |                  | FAENA                         | Segismundo Cruces Ordinola  |                  | Alianza para el Progreso         |
| Ucayali       | Ángel Gutiérrez Rodríguez     |                  | Alianza para el Progreso      | Manuel Gambini Rupay        |                  | Cambio Ucayalino                 |

## Elecciones municipales provinciales

### Sumario general
| Partidos y coaliciones | Partidos y coaliciones            | Voto popular | Voto popular | Voto popular | Alcaldías | Alcaldías |
| Partidos y coaliciones | Partidos y coaliciones            | Votos        | %            | ±pp          | Total     | +/−       |
| --- | --------------------------------- | ------------ | ------------ | ------------ | --------- | --------- |
| | Somos Perú (SP)                   | 2,263,635    | 13.76        | +8.99        | 28        | +19       |
| | Renovación Popular (RP)1          | 1,664,005    | 10.11        | +8.80        | 2         | +2        |
| | Podemos Perú (PP)2                | 1,600,688    | 9.73         | +1.19        | 3         | +2        |
| | Alianza para el Progreso (APP)    | 1,557,758    | 9.47         | –0.14        | 17        | –9        |
| | Frente de la Esperanza (FE)       | 950,011      | 5.77         | Nuevo        | 4         | +4        |
| | Avanza País (AvP)                 | 711,857      | 4.33         | +2.76        | 10        | +6        |
| | Juntos por el Perú (JP)           | 670,930      | 4.08         | +3.04        | 4         | +4        |
| | Perú Libre (PL)2                  | 412,066      | 2.50         | –0.16        | 3         | –2        |
| | Acción Popular (AP)               | 307,182      | 1.87         | –14.66       | 3         | –10       |
| | Fuerza Popular (FP)               | 200,786      | 1.22         | –1.95        | 0         | –3        |
| | Partido Morado (PM)               | 39,581       | 0.24         | Nuevo        | 0         | ±0        |
| | Partido Patriótico del Perú (PPP) | 10,965       | 0.07         | Nuevo        | 0         | ±0        |
| | Independientes                    | 6,064,140    | 36.86        | n/a          | 122       | +10       |
| |                                   |              |              |              |           |           |
| Total | Total                             | 16,453,604   |              |              | 196       | ±0        |
| |                                   |              |              |              |           |           |
| Votos válidos | Votos válidos                     | 16,453,604   | 85.97        | +2.14        |           |           |
| Votos en blanco | Votos en blanco                   | 1,141,543    | 5.96         | +0.03        |           |           |
| Votos nulos | Votos nulos                       | 1,544,657    | 8.07         | –2.17        |           |           |
| Votos emitidos | Votos emitidos                    | 19,139,804   | 77.30        | –3.13        |           |           |
| Abstenciones | Abstenciones                      | 5,620,258    | 22.70        | +3.13        |           |           |
| Votantes registrados | Votantes registrados              | 24,760,062   |              |              |           |           |
| |                                   |              |              |              |           |           |
| Fuente: |                                   |              |              |              |           |           |
| Notas al pie: 1 Comparado con los resultados de Solidaridad Nacional (SN) en las elecciones de 2018. 2 Comparado con los resultados de Podemos por el Progreso del Perú (PP) en las elecciones de 2018. 3 Comparado con los resultados de Perú Libertario (PL) y Movimiento Político Regional Perú Libre (PL) en las elecciones de 2018. |                                   |              |              |              |           |           |
| Notas al pie: |                                   |              |              |              |           |           |
| 1 Comparado con los resultados de Solidaridad Nacional (SN) en las elecciones de 2018. 2 Comparado con los resultados de Podemos por el Progreso del Perú (PP) en las elecciones de 2018. 3 Comparado con los resultados de Perú Libertario (PL) y Movimiento Político Regional Perú Libre (PL) en las elecciones de 2018.               |                                   |              |              |              |           |           |

### Resultados por provincia
La siguiente tabla enumera el control partidario de las provincias donde se ubican las capitales así como las más pobladas de cada departamento, además de aquellas con una población por encima o alrededor de 78 000. El cambio de mando de una organización política se resalta del color de ese partido.
| Provincias       | Población  | Alcalde(sa) titular          | Partido político | Partido político                       | Alcalde(sa) electo(a)       | Partido político | Partido político                     |
| ---------------- | ---------- | ---------------------------- | ---------------- | -------------------------------------- | --------------------------- | ---------------- | ------------------------------------ |
| Lima             | 10 004 141 | Miguel Romero Sotelo         |                  | Acción Popular                         | Rafael López Aliaga Cazorla |                  | Renovación Popular                   |
| Arequipa         | 1 226 404  | Omar Candia Aguilar          |                  | Arequipa Renace                        | Víctor Rivera Chávez        |                  | Juntos por el Desarrollo de Arequipa |
| Callao           | 1 171 648  | Pedro López Barrios          |                  | Por Ti Callao                          | Pedro Spadaro Philipps      |                  | Contigo Callao                       |
| Trujillo         | 1 162 870  | José Ruíz Vega               |                  | Alianza para el Progreso               | Arturo Fernández Bazán      |                  | Somos Perú                           |
| Piura            | 929 063    | Juan Díaz Dios               |                  | Región para Todos                      | Gabriel Madrid Orué         |                  | Unidad Regional                      |
| Chiclayo         | 876 841    | Marcos Gasco Arrobas         |                  | Podemos Perú                           | Janet Cubas Carranza        |                  | Juntos por el Perú                   |
| Huancayo         | 609 721    | Sandro Véliz Soto            |                  | Perú Libre                             | Dennys Cuba Rivera          |                  | Sierra y Selva Contigo Junín         |
| Maynas           | 559 603    | Francisco Sanjurjo Dávila    |                  | Esperanza Región Amazónica             | Vladimir Chong Ríos         |                  | Somos Perú                           |
| Cusco            | 528 541    | Víctor Boluarte Medina       |                  | Tawantinsuyo                           | Luis Pantoja Calvo          |                  | Inka Pachakuteq                      |
| Santa            | 483 774    | Roberto Briceño Franco       |                  | Áncash a la Obra                       | Luis Gamarra Alor           |                  | Juntos por el Perú                   |
| Coronel Portillo | 466 369    | Segundo Pérez Collazos       |                  | Alianza para el Progreso               | Janet Castagne Vásquez      |                  | Cambio Ucayalino                     |
| Ica              | 467 131    | Emma Mejía Venegas           |                  | Obras por la Modernidad                | Carlos Reyes Roque          |                  | Uno por Ica                          |
| Cajamarca        | 392 571    | Víctor Villar Narro          |                  | Frente Regional de Cajamarca           | Joaquín Ramírez Gamarra     |                  | Cajamarca Siempre Verde              |
| Tacna            | 358 935    | Julio Medina Castro          |                  | Frente Unitario Popular                | Pascual Güisa Bravo         |                  | Fuerza Tacna                         |
| Lambayeque       | 353 715    | Alexander Rodríguez Alvarado |                  | Alianza para el Progreso               | Percy Ramos Puelles         |                  | Avanza País                          |
| San Román        | 353 070    | David Sucacahua Yucra        |                  | Integración por el Desarrollo Regional | Óscar Cáceres Rodríguez     |                  | Reforma y Honradez                   |
| Sullana          | 348 478    | Edwar Saldaña Sánchez        |                  | Seguridad y Prosperidad                | Marlem Mogollón Meca        |                  | Región para Todos                    |
| Huamanga         | 324 901    | Yuri Gutiérrez Gutiérrez     |                  | Musuq Ñan                              | Juan Arango Claudio         |                  | Movimiento Regional AGUA             |
| Huánuco          | 320 269    | José Villavicencio Guardia   |                  | Acción Popular                         | Juan Jara Gallardo          |                  | Mi Buen Vecino                       |
| Chincha          | 273 463    | Armando Huamán Tasayco       |                  | Unidos por la Región                   | César Carranza Falla        |                  | Alianza para el Progreso             |
| Cañete           | 261 008    | Segundo Díaz de la Cruz      |                  | Alianza para el Progreso               | José Alcántara Malásquez    |                  | Unidad Cívica Lima                   |
| Huaura           | 249 997    | Marcial Echegaray Virú       |                  | Concertación para el Desarrollo        | Santiago Cano La Rosa       |                  | Unidad Cívica Lima                   |
| Satipo           | 244 445    | Iván Olivera Meza            |                  | Caminemos Juntos por Junín             | César Merea Tello           |                  | Caminemos Juntos por Junín           |
| San Martín       | 226 393    | Tedy del Águila Gronerth     |                  | Acción Popular                         | Lluni Perea Pinedo          |                  | Somos Perú                           |
| Puno             | 224 425    | Martín Ticona Maquera        |                  | Integración por el Desarrollo Regional | Javier Ponce Roque          |                  | Reforma y Honradez                   |
| Jaén             | 205 445    | José Delgado Rivera          |                  | Acción Popular                         | José Tapia Díaz             |                  | Somos Perú                           |
| Huaral           | 200 847    | Jaime Uribe Ochoa            |                  | Fuerza Regional                        | Fernando Cárdenas Sánchez   |                  | Patria Joven                         |
| Huaraz           | 190 612    | Eliseo Mautino Ángeles       |                  | Acción Nacionalista Peruano            | David Rosales Tinoco        |                  | Alianza Gobierno Unidad y Acción     |
| Pisco            | 182 269    | Juan Mendoza Uribe           |                  | Obras por la Modernidad                | Pedro Fuentes Hernández     |                  | Uno por Ica                          |
| Morropón         | 174 921    | Nelson Mío Reyes             |                  | Somos Perú                             | Richard Baca Palacios       |                  | Unidad Regional                      |
| Tumbes           | 175 684    | Carlos Silva Mena            |                  | Renovación Tumbesina                   | Hildebrando Antón Navarro   |                  | Movimiento de Inclusión Regional     |
| Sánchez Carrión  | 173 784    | Benito Contreras Morales     |                  | Fuerza Popular                         | Santos Ruiz Guerra          |                  | Trabajo Más Trabajo                  |
| La Convención    | 168 389    | Hernán de la Torre Dueñas    |                  | Fuerza Inka Amazónica                  | Alex Curi León              |                  | Juntos por el Perú                   |
| Chanchamayo      | 166 583    | José Mariño Arquiñigo        |                  | Sierra y Selva Contigo Junín           | Hermenegildo Navarro Castro |                  | Sierra y Selva Contigo Junín         |
| Talara           | 157 511    | José Vitonera Infante        |                  | Seguridad y Prosperidad                | Sigifredo Zárate Vite       |                  | Contigo Región                       |
| Alto Amazonas    | 155 236    | Hugo Araujo del Águila       |                  | Restauración Nacional                  | William Saldaña Reyes       |                  | Somos Perú                           |
| Barranca         | 155 025    | Ricardo Zender Sánchez       |                  | Fuerza Regional                        | Luis Ueno Samanamud         |                  | Unidad Cívica Lima                   |
| Paita            | 154 470    | Huber Vite Castillo          |                  | Acción Popular                         | Pedro Cuadros Alzamora      |                  | Fuerza Regional                      |
| Andahuaylas      | 151 731    | Abel Gutiérrez Buezo         |                  | Llankasun Kuska                        | Abel Serna Herrera          |                  | Frente de la Esperanza               |
| Tambopata        | 151 561    | Francisco Rengifo Khan       |                  | Fuerza por Madre de Dios               | Luis Bocángel Ramírez       |                  | Avanza País                          |
| Chota            | 150 552    | Werner Cabrera Campos        |                  | Acción Popular                         | Aníbal Galvez Saldaña       |                  | Frente Regional de Cajamarca         |
| San Ignacio      | 146 978    | Ronald García Bure           |                  | Movimiento de Afirmación Social        | Reguberto García Ordoñez    |                  | Somos Perú                           |
| Leoncio Prado    | 140 453    | Miguel Meza Malpartida       |                  | Alianza para el Progreso               | Marx Fuentes Reynoso        |                  | Avanza País                          |
| Moyobamba        | 135 911    | Gástelo Huamán Chinchay      |                  | Acción Regional                        | Ernesto Peña Robalino       |                  | Unión Regional                       |
| Rioja            | 135 554    | Armando Rodríguez Tello      |                  | Alianza para el Progreso               | Jubinal Nicodemos Flores    |                  | Avanza País                          |
| Ayabaca          | 126 550    | Baldomero Marchena Tacure    |                  | Fuerza Regional                        | Darwin Quinde Rivera        |                  | Contigo Región                       |
| Ascope           | 124 944    | John Vargas Campos           |                  | Súmate                                 | María Cortijo Izquierdo     |                  | Alianza para el Progreso             |
| Cutervo          | 122 594    | Segundo Pinedo Vásquez       |                  | Cajamarca Siempre Verde                | Moisés González Cruz        |                  | Alianza para el Progreso             |
| Abancay          | 121 501    | Guido Chahuaylla Maldonado   |                  | Llankasun Kuska                        | Néstor Peña Sánchez         |                  | Alianza para el Progreso             |
| Pasco            | 121 446    | Marco de la Cruz Bustillos   |                  | Pasco Dignidad                         | Julio Rupay Malpartida      |                  | Somos Perú                           |
| Utcubamba        | 119 879    | Hidelfonso Guevara Honores   |                  | Sentimiento Amazonense Regional        | Diógenes Celis Jiménez      |                  | Victoria Amazonense                  |
| Huancavelica     | 118 575    | Rómulo Cayllahua Paytan      |                  | Trabajando para Todos                  | Toribio Castro Cornejo      |                  | Movimiento Regional AYNI             |
| Huancabamba      | 117 899    | Ismael Huayama Neira         |                  | Democracia Directa                     | Hernan Lizana Campos        |                  | Unidad Regional                      |
| Pacasmayo        | 115 939    | Víctor Cruzado Rivera        |                  | Alianza para el Progreso               | Elmer León Pairazamán       |                  | Trabajo Más Trabajo                  |
| Virú             | 109 660    | Andrés Chávez Gonzales       |                  | Súmate                                 | Santos Mendoza Torres       |                  | Trabajo Más Trabajo                  |
| Azángaro         | 109 293    | Flavio Mamani Hancco         |                  | Gestionando Obras y Oportunidades      | Salvador Apaza Flores       |                  | Reforma y Honradez                   |
| Ferreñafe        | 108 438    | Violeta Muro Mesones         |                  | Alianza para el Progreso               | Polanski Carmona Cruz       |                  | Somos Perú                           |
| Canchis          | 107 333    | Jorge Quispe Callo           |                  | Tawantinsuyo                           | Ricardo Cornejo Sánchez     |                  | Inka Pachakuteq                      |
| Quispicanchi     | 104 148    | Manuel Sutta Pfocco          |                  | Democracia Directa                     | Yamil Castillo Cusihuallpa  |                  | Somos Perú                           |
| Oxapampa         | 102 429    | Juan La Torre Moscoso        |                  | Alianza para el Progreso               | Euler Osorio Ruiz           |                  | Somos Perú                           |
| Caylloma         | 101 277    | Álvaro Cáceres Llica         |                  | Unidos por el Gran Cambio              | Alfonso Mamani Quispe       |                  | Fuerza Arequipeña                    |
| Huanta           | 98 088     | Renol Pichardo Ramos         |                  | Qatun Tarpuy                           | Belisario Lope Romaní       |                  | Movimiento Regional AGUA             |
| Mariscal Nieto   | 97 917     | Abraham Cárdenas Romero      |                  | Unión por el Perú                      | John Larry Coayla           |                  | Alianza para el Progreso             |
| Lamas            | 89 673     | Onésimo Huamán Daza          |                  | Alianza para el Progreso               | May Díaz Pérez              |                  | Avanza País                          |
| Tarma            | 88 605     | Moisés Tacuri García         |                  | Sierra y Selva Contigo Junín           | Walter Jiménez Jiménez      |                  | Caminemos Juntos por Junín           |
| Chepén           | 88 152     | José Lías Ventura            |                  | Partido Aprista Peruano                | Julio Correa Chávez         |                  | Acción Popular                       |
| Jauja            | 87 522     | César Dávila Véliz           |                  | Peruanos Por el Kambio                 | Ángel Huamán Mucha          |                  | Junín Renace                         |
| Pataz            | 86 331     | Omar Iparraguirre Espinoza   |                  | Alianza para el Progreso               | Aldo Carlos Mariños         |                  | Trabajo Más Trabajo                  |
| Bagua            | 85 835     | Ferry Torres Huamán          |                  | Fuerza Amazonense                      | Jabier Julón Pérez          |                  | Victoria Amazonense                  |
| Ilo              | 85 806     | Gerardo Carpio Díaz          |                  | Democracia Directa                     | Humberto Tapia Garay        |                  | Somos Perú                           |
| Chucuito         | 85 265     | Justo Apaza Delgado          |                  | Frente Amplio para el Desarrollo       | Víctor Anchapuri Zapata     |                  | Reforma y Honradez                   |
| Otuzco           | 84 971     | Heli Verde Rodríguez         |                  | Somos Perú                             | Julio Mantilla Aguilera     |                  | Fortaleza Perú                       |
| Cajabamba        | 83 747     | Víctor Morales Soto          |                  | Alianza para el Progreso               | Juan Pérez Campos           |                  | Frente Regional de Cajamarca         |
| Celendín         | 82 965     | José Marín Rojas             |                  | Alianza para el Progreso               | Julio Chávez Rodrigo        |                  | Frente Regional de Cajamarca         |
| Tayacaja         | 82 820     | Carlos Común Gavilán         |                  | Trabajando para Todos                  | Héctor Lolo Antonio         |                  | Movimiento Regional AYNI             |
| Hualgayoc        | 82 766     | Marco Aguilar Vásquez        |                  | Restauración Nacional                  | Hernán Vásquez Saavedra     |                  | Somos Perú                           |
| Nasca            | 82 012     | Julio Elías Lucana           |                  | Obras por la Modernidad                | Wilman Bravo Quispe         |                  | Alianza para el Progreso             |
| Padre Abad       | 81 541     | Román Tenazoa Secas          |                  | Todos Somos Ucayali                    | Iván Mendoza Jaramillo      |                  | Todos Somos Ucayali                  |
| Carabaya         | 79 766     | Fabio Vargas Huamantuco      |                  | Gestionando Obras y Oportunidades      | Edmundo Cáceres Guerra      |                  | Moral y Desarrollo                   |
| Tocache          | 77 170     | Sister Valera Ramírez        |                  | Nueva Amazonía                         | Vidal Gonzales Zavaleta     |                  | Unión Regional                       |
| Mariscal Cáceres | 77 023     | Víctor López Escudero        |                  | Alianza para el Progreso               | Esteban Irene García        |                  | Somos Perú                           |
| La Mar           | 73 649     | Teodosio Lamora Figueroa     |                  | Qatun Tarpuy                           | Edwin Navarro Torres        |                  | Gana Ayacucho                        |
| Loreto           | 73 271     | Giampaolo Rojas Florindez    |                  | Restauración Nacional                  | José Saboya Mayanchi        |                  | Alianza para el Progreso             |
| Chachapoyas      | 64 058     | Víctor Culqui Puerta         |                  | Sentimiento Amazonense Regional        | Percy Zuta Castillo         |                  | Sentimiento Amazonense Regional      |

## Elecciones municipales distritales

### Sumario general
| Partidos y coaliciones | Partidos y coaliciones                 | Voto popular | Voto popular | Voto popular | Alcaldías | Alcaldías |
| Partidos y coaliciones | Partidos y coaliciones                 | Votos        | %            | ±pp          | Total     | +/−       |
| --- | -------------------------------------- | ------------ | ------------ | ------------ | --------- | --------- |
| | Alianza para el Progreso (APP)         | 1,634,466    | 13.23        | +2.38        | 167       | –66       |
| | Somos Perú (SP)                        | 1,558,724    | 12.61        | +5.11        | 171       | +82       |
| | Podemos Perú (PP)1                     | 1,132,121    | 9.16         | +4.03        | 42        | +20       |
| | Renovación Popular (RP)2               | 1,043,934    | 8.45         | +5.93        | 36        | +28       |
| | Avanza País (AvP)                      | 795,538      | 6.44         | +4.47        | 74        | +56       |
| | Frente de la Esperanza (FE)            | 579,610      | 4.69         | Nuevo        | 35        | +35       |
| | Acción Popular (AP)                    | 411,474      | 3.33         | –6.87        | 61        | –57       |
| | Juntos por el Perú (JP)                | 396,339      | 3.21         | +2.10        | 37        | +27       |
| | Perú Libre (PL)3                       | 364,753      | 2.95         | +1.33        | 73        | +44       |
| | Fuerza Popular (FP)                    | 276,860      | 2.24         | –1.40        | 3         | –43       |
| | Partido Morado (PM)                    | 172,589      | 1.40         | Nuevo        | 0         | ±0        |
| | Partido Patriótico del Perú (PPP)      | 46,504       | 0.38         | Nuevo        | 0         | ±0        |
| | Independientes                         | 3,944,305    | 31.92        | n/a          | 983       | +98       |
| | Elecciones municipales complementarias | n/a          | n/a          | n/a          | 12        | n/a       |
| |                                        |              |              |              |           |           |
| Total | Total                                  | 12,357,217   |              |              | 1694      | +16       |
| |                                        |              |              |              |           |           |
| Votos válidos | Votos válidos                          | 12,357,217   | 86.80        | +2.83        |           |           |
| Votos en blanco | Votos en blanco                        | 834,556      | 5.86         | –0.92        |           |           |
| Votos nulos | Votos nulos                            | 1,044,437    | 7.34         | –1.91        |           |           |
| Votos emitidos | Votos emitidos                         | 14,236,210   | 77.88        | –3.09        |           |           |
| Abstenciones | Abstenciones                           | 4,044,388    | 22.12        | +3.09        |           |           |
| Votantes registrados | Votantes registrados                   | 18,280,598   |              |              |           |           |
| |                                        |              |              |              |           |           |
| Fuente: |                                        |              |              |              |           |           |
| Notas al pie: 1 Comparado con los resultados de Podemos por el Progreso del Perú (PP) en las elecciones de 2018. 2 Comparado con los resultados de Solidaridad Nacional (SN) en las elecciones de 2018. 3 Comparado con los resultados de Perú Libertario (PL) y Movimiento Político Regional Perú Libre (PL) en las elecciones de 2018. |                                        |              |              |              |           |           |
| Notas al pie: |                                        |              |              |              |           |           |
| 1 Comparado con los resultados de Podemos por el Progreso del Perú (PP) en las elecciones de 2018. 2 Comparado con los resultados de Solidaridad Nacional (SN) en las elecciones de 2018. 3 Comparado con los resultados de Perú Libertario (PL) y Movimiento Político Regional Perú Libre (PL) en las elecciones de 2018.               |                                        |              |              |              |           |           |

### Resultados por distrito
La siguiente tabla enumera el control partidario de las distritos con una población por encima o alrededor de 30 000. El cambio de mando de una organización política se resalta del color de ese partido.
| Distritos                            | Población | Alcalde(sa) titular         | Partido político | Partido político                | Alcalde(sa) electo(a)             | Partido político | Partido político                 |
| ------------------------------------ | --------- | --------------------------- | ---------------- | ------------------------------- | --------------------------------- | ---------------- | -------------------------------- |
| San Juan de Lurigancho               | 1 225 092 | Álex Gonzáles Castillo      |                  | Podemos Perú                    | Jesús Maldonado Amao              |                  | Somos Perú                       |
| San Martín de Porres                 | 770 725   | Julio Chávez Chiong         |                  | Acción Popular                  | Hernán Sifuentes Barca            |                  | Podemos Perú                     |
| Ate                                  | 702 815   | Edde Cuéllar Alegría        |                  | Acción Popular                  | Franco Vidal Morales              |                  | Avanza País                      |
| Comas                                | 586 914   | Raúl Díaz Pérez             |                  | Unión por el Perú               | Ulises Villegas Rojas             |                  | Somos Perú                       |
| Villa María del Triunfo              | 448 775   | Eloy Chávez Hernández       |                  | Perú Patria Segura              | Eloy Chávez Hernández             |                  | Alianza para el Progreso         |
| San Juan de Miraflores               | 432 170   | Daniel Castro Segura        |                  | Acción Popular                  | Delia Castro Pichihua             |                  | Alianza para el Progreso         |
| Carabayllo                           | 423 894   | Marcos Espinoza Ortiz       |                  | Alianza para el Progreso        | Pablo Mendoza Cueva               |                  | Somos Perú                       |
| Villa El Salvador                    | 423 887   | Clodoaldo Ýñigo Peralta     |                  | Perú Patria Segura              | Guido Iñigo Peralta               |                  | Alianza para el Progreso         |
| Santiago de Surco                    | 420 016   | Jean Combe Portocarrero     |                  | Acción Popular                  | Carlos Bruce Montes de Oca        |                  | Avanza País                      |
| Puente Piedra                        | 412 174   | Rennán Espinoza Venegas     |                  | Somos Perú                      | Rennán Espinoza Rosales           |                  | Somos Perú                       |
| Ventanilla                           | 391 564   | Pedro Spadaro Philipps      |                  | Fuerza Chalaca                  | Jhovinson Vásquez Osorio          |                  | Contigo Callao                   |
| Chorrillos                           | 367 099   | Augusto Miyashiro Ushikubo  |                  | Solidaridad Nacional            | Fernando Velasco Huamán           |                  | Alianza para el Progreso         |
| Los Olivos                           | 358 910   | Felipe Castillo Alfaro      |                  | Siempre Unidos                  | Felipe Castillo Oliva             |                  | Podemos Perú                     |
| Trujillo                             | 314 939   | José Prudencio Ruiz Vega    |                  | Alianza para el Progreso        | Arturo Fernández Bazán            |                  | Somos Perú                       |
| Lurigancho                           | 302 599   | Víctor Castillo Sánchez     |                  | Alianza para el Progreso        | Oswaldo Vargas Cuéllar            |                  | Juntos por el Perú               |
| El Porvenir                          | 242 202   | Segundo Rebaza Benites      |                  | Alianza para el Progreso        | Juan Carranza Ventura             |                  | Alianza para el Progreso         |
| Cerro Colorado                       | 241 328   | Benigno Cornejo Valencia    |                  | Arequipa Avancemos              | Manuel Vera Paredes               |                  | Arequipa Tradición y Futuro      |
| La Esperanza                         | 234 854   | Herguein Namay Valderrama   |                  | Alianza para el Progreso        | Wilmer Sánchez Ruíz               |                  | Trabajo Más Trabajo              |
| El Agustino                          | 229 426   | Víctor Salcedo Ríos         |                  | Alianza para el Progreso        | Richard Soria Fuerte              |                  | Podemos Perú                     |
| Independencia                        | 228 121   | José Pando Fernández        |                  | Siempre Unidos                  | Alfredo Reynaga Ramírez           |                  | Somos Perú                       |
| Santa Anita                          | 227 776   | José Luis Nole              |                  | Partido Popular Cristiano       | Olimpio Alegría Calderón          |                  | Alianza para el Progreso         |
| Veintiséis de Octubre                | 197 261   | Darwin García Marchena      |                  | Región para Todos               | Víctor Febre Calle                |                  | Contigo Región                   |
| Castilla                             | 193 225   | José Aguilar Silva          |                  | Región para Todos               | Walther Guerrero Silva            |                  | Unidad Regional                  |
| La Victoria                          | 189 594   | Luis Gutiérrez Salvatierra  |                  | Somos Perú                      | Rubén Cano Altez                  |                  | Renovación Popular               |
| Nuevo Chimbote                       | 189 526   | Domingo Caldas Egúsquiza    |                  | Áncash a la Obra                | Walter Soto Campos                |                  | Alianza para el Progreso         |
| Rímac                                | 182 882   | Pedro Rosario Tueros        |                  | Acción Popular                  | Néstor de la Rosa Villegas        |                  | Podemos Perú                     |
| San Miguel                           | 180 647   | Juan Guevara Bonilla        |                  | San Miguel Me Gusta             | Eduardo Bless Cabrejas            |                  | Avanza País                      |
| El Tambo                             | 178 306   | Carlo Curisinche Eusebio    |                  | Perú Libre                      | Julio Llallico Colca              |                  | Sierra y Selva Contigo Junín     |
| José Leonardo Ortiz                  | 167 037   | Wilder Guevara Díaz         |                  | Podemos Perú                    | Elber Requejo Sánchez             |                  | Juntos por el Perú               |
| La Molina                            | 165 020   | Álvaro Paz de la Barra      |                  | Acción Popular                  | Esteban Guerra García             |                  | Renovación Popular               |
| San Juan Bautista                    | 159 614   | José Arévalo Pinedo         |                  | Restauración Nacional           | Joel Parimango Álvarez            |                  | Reivindiquemos Loreto            |
| Pachacámac                           | 152 268   | Guillermo Pómez Cano        |                  | Somos Perú                      | Enrique Cabrera Sulca             |                  | Alianza para el Progreso         |
| Coronel Gregorio Albarracín Lanchipa | 145 066   | Freddy Huashualdo Huanacuni |                  | Todos por el Perú               | Niel Zavala Meza                  |                  | Frente Esperanza por Tacna       |
| San Sebastián                        | 141 559   | Mario Loaiza Moriano        |                  | Somos Perú                      | Jackelin Jiménez Chuquitapa       |                  | Inka Pachakuteq                  |
| Paucarpata                           | 137 061   | José Supo Condori           |                  | Alianza para el Progreso        | Marco Anco Huarachi               |                  | Arequipa Tradición y Futuro      |
| San Borja                            | 130 882   | Alberto Tejada Noriega      |                  | Acción Popular                  | Marco Álvarez Vargas              |                  | Renovación Popular               |
| Tambo Grande                         | 128 004   | Alfredo Rengifo Navarrete   |                  | Solidaridad Nacional            | Segundo Meléndez Zurita           |                  | Somos Perú                       |
| Yarinacocha                          | 124 069   | Bertha Barbarán Bustos      |                  | Alianza para el Progreso        | Katherin Rodríguez Díaz           |                  | Cambio Ucayalino                 |
| Lurín                                | 114 024   | Francisco Julca Mideyros    |                  | Somos Perú                      | Juan Marticorena Pérez            |                  | Alianza para el Progreso         |
| Miraflores                           | 113 503   | Luis Molina Arles           |                  | Solidaridad Nacional            | Carlos Canales Anchorena          |                  | Renovación Popular               |
| Manantay                             | 113 470   | Víctor López Ríos           |                  | Alianza para el Progreso        | Roger Galán Torres                |                  | Ucayali Región con Futuro        |
| Cayma                                | 108 314   | Jaime Chávez Flores         |                  | Juntos por el Desarrollo        | Juan Linares Cama                 |                  | Arequipa Avancemos               |
| Santiago                             | 105 919   | Fermín García Fuentes       |                  | Tawantinsuyo                    | Sergio Sullca Condori             |                  | Inka Pachakuteq                  |
| Surquillo                            | 102 434   | Giancarlo Casassa Sánchez   |                  | Partido Popular Cristiano       | Cinthia Álvarez Loayza            |                  | Renovación Popular               |
| Chilca                               | 102 548   | Luis de la Cruz Sullca      |                  | Perú Libre                      | César Damas Laurente              |                  | Sierra y Selva Contigo Junín     |
| La Victoria                          | 100 801   | Raúl Olivera Morales        |                  | Podemos Perú                    | Edwin Vásquez Sánchez             |                  | Alianza para el Progreso         |
| Pueblo Libre                         | 97 568    | Stephen Haas Del Carpio     |                  | Acción Popular                  | Mónica Tello López                |                  | Renovación Popular               |
| Breña                                | 95 187    | José Li Bravo               |                  | Acción Popular                  | Luis de la Mata Martínez          |                  | Podemos Perú                     |
| Huanchaco                            | 93 851    | Estay García Castillo       |                  | Fuerza Popular                  | Efraín Bueno Alva                 |                  | Alianza para el Progreso         |
| Alto Selva Alegre                    | 91 755    | Samuel Tarqui Mamani        |                  | Arequipa Avancemos              | Alfredo Benavente Godoy           |                  | Juntos por el Desarrollo         |
| Ancón                                | 91 478    | Pedro Barrera Bernui        |                  | Somos Perú                      | Samuel Daza Taype                 |                  | Podemos Perú                     |
| Amarilis                             | 90 762    | Antonio Pulgar Lucas        |                  | Unidos por Huánuco              | Roger Hidalgo Panduro             |                  | Mi Buen Vecino                   |
| Independencia                        | 90 711    | Fidencio Sánchez Caururo    |                  | Siempre Unidos                  | Ladislao Cruz Villachica          |                  | Alianza Gobierno Unidad y Acción |
| Punchana                             | 90 609    | Jane Donayre Chávez         |                  | Esperanza Región Amazónica      | Olmex Escalante Chota             |                  | Loreto para Todos                |
| Socabaya                             | 85 605    | Wuilber Mendoza Aparicio    |                  | Arequipa Renace                 | Juan Muñoz Pinto                  |                  | Arequipa Avancemos               |
| Jesús María                          | 83 904    | Jorge Quintana García       |                  | Acción Popular                  | Jesús Gálvez Olivares             |                  | Renovación Popular               |
| José Luis Bustamante y Rivero        | 83 807    | Paul Rondón Andrade         |                  | Arequipa Renace                 | Fredy Zegarra Black               |                  | Arequipa Avancemos               |
| Catacaos                             | 82 839    | José Muñoz Vera             |                  | Región para Todos               | Eddy Cruz Flores                  |                  | Unidad Regional                  |
| Víctor Larco Herrera                 | 81 494    | César Juárez Castillo       |                  | Alianza para el Progreso        | Salvador León Clement             |                  | Fortaleza Perú                   |
| Bellavista                           | 81 428    | Daniel Malpartida Filio     |                  | Por Ti Callao                   | Alexander Callán Callán           |                  | Contigo Callao                   |
| Pueblo Nuevo                         | 77 050    | Bertha Peña Ormeño          |                  | Avanza País                     | Abel Sánchez Cahuana              |                  | Uno por Ica                      |
| San Miguel                           | 76 879    | Eugenio Yupa Zela           |                  | Poder Andino                    | Cristin Mamani Mamani             |                  | Frente Amplio para el Desarrollo |
| San Jerónimo                         | 75 696    | Albert Arenas Yábar         |                  | Fuerza Inka Amazónica           | Máximo Rimachi Morales            |                  | Juntos por el Perú               |
| Majes                                | 74 846    | Renee Cáceres Falla         |                  | Unidos por el Gran Cambio       | Jenry Huisa Calapuja              |                  | Fuerza Arequipeña                |
| Belén                                | 71 162    | Gerson Lecca García         |                  | Restauración Nacional           | César Vidaurre Floridas           |                  | Somos Perú                       |
| San Isidro                           | 69 409    | Augusto Cáceres Viñas       |                  | Acción Popular                  | Nancy Vizurraga Torrejón          |                  | Renovación Popular               |
| Magdalena del Mar                    | 67 761    | Carlomagno Chacón Gómez     |                  | Acción Popular                  | Francis Allison Oyague            |                  | Alianza para el Progreso         |
| Pangoa                               | 67 539    | Celso León Llallico         |                  | Caminemos Juntos por Junín      | Oscar Villazana Rojas             |                  | Caminemos Juntos por Junín       |
| Mariano Melgar                       | 67 014    | Percy Cornejo Barragán      |                  | Arequipa Avancemos              | Oscar Ayala Arenas                |                  | Fuerza Arequipeña                |
| Miraflores                           | 66 339    | Luis Aguirre Chávez         |                  | Partido Aprista Peruano         | Germán Torres Chambi              |                  | Arequipa Tradición y Futuro      |
| La Perla                             | 64 612    | Aníbal Jara Aguirre         |                  | Por Ti Callao                   | Rodolfo Adrianzén Castañeda       |                  | Contigo Callao                   |
| Chancay                              | 62 668    | Domitila Dulanto de Balta   |                  | Concertación para el Desarrollo | Juan Álvarez Andrade              |                  | Patria Joven                     |
| Parcona                              | 62 071    | José Choque Gutiérrez       |                  | Avanza País                     | Lenin Cruces Crisóstomo           |                  | Alianza para el Progreso         |
| Lince                                | 61 689    | Vicente Amable Escalante    |                  | Acción Popular                  | Malca Schnaiderman Lara           |                  | Renovación Popular               |
| Wánchaq                              | 61 474    | William Peña Farfán         |                  | Tawantinsuyo                    | William Peña Farfán               |                  | Frente de la Esperanza           |
| Perené                               | 60 585    | Hermenegildo Navarro Castro |                  | Sierra y Selva Contigo Junín    | Jordan Soria Runachagua           |                  | Sierra y Selva Contigo Junín     |
| Mórrope                              | 57 818    | Nery Castillo Santamaría    |                  | Partido Aprista Peruano         | Janet Morales Pasache             |                  | Frente de la Esperanza           |
| Olmos                                | 57 359    | Adrián Arroyo Soplopuco     |                  | Podemos Perú                    | Daniel Rivera Pasco               |                  | Avanza País                      |
| San Luis                             | 56 302    | Carlos Corrales Romero      |                  | Acción Popular                  | Ricardo Pérez Castro              |                  | Renovación Popular               |
| Los Baños del Inca                   | 55 412    | Edilberto Aguilar Flores    |                  | Somos Perú                      | Jaime Mantilla Silva              |                  | Avanza País                      |
| Pillco Marca                         | 55 072    | Lidgardo Vara Estrada       |                  | Alianza para el Progreso        | Diana Plejo Carrillo              |                  | Huánuco Primero                  |
| San Juan Bautista                    | 54 933    | María Palomino Prado        |                  | Musuq Ñan                       | Wilmer Prado Estrella             |                  | Movimiento Regional AGUA         |
| Mi Perú                              | 54 706    | Elisa Vega Vega             |                  | Por Ti Callao                   | Irvin Chávez León                 |                  | Alianza para el Progreso         |
| Jacobo Hunter                        | 53 543    | Walter Aguilar Vidal        |                  | Alianza para el Progreso        | Christian Arce Machaca            |                  | Juntos por el Desarrollo         |
| Pimentel                             | 53 446    | José Palacios Pinglo        |                  | Podemos Perú                    | Enrique Navarro Cacho Sousa       |                  | Alianza para el Progreso         |
| La Banda de Shilcayo                 | 52 334    | José del Águila García      |                  | Acción Popular                  | Alberto Hildebrandt Pinedo        |                  | Somos Perú                       |
| La Tinguiña                          | 49 227    | Juan Roque Hernández        |                  | Obras por la Modernidad         | Juan Vargas Valle                 |                  | Uno por Ica                      |
| Nueva Cajamarca                      | 48 250    | Segundo Vásquez Tan         |                  | Nueva Amazonía                  | William Sánchez Edquen            |                  | Acción Popular                   |
| Carmen de La Legua-Reynoso           | 47 071    | Carlos Cox Palomino         |                  | Por Ti Callao                   | Edwards Javier Infante López      |                  | Contigo Callao                   |
| Morales                              | 46 263    | Hugo Meléndez Rengifo       |                  | MAS San Martín                  | Rufino Pinedo Melendez            |                  | Somos Perú                       |
| Yura                                 | 45 585    | Ángel Benavente Cáceres     |                  | Fuerza Arequipeña               | Mirtha Ruelas Casillas            |                  | Arequipa Tradición y Futuro      |
| La Unión                             | 45 471    | Fernando Ipanaqué Mendoza   |                  | Región para Todos               | Percy Yamunaqué Chero             |                  | Perú Libre                       |
| Guadalupe                            | 45 202    | Benjamín Banda Abanto       |                  | Súmate                          | Juan Castañeda Llanos             |                  | Fuerza Popular                   |
| Chaclacayo                           | 45 091    | Manuel Campos Sologuren     |                  | Alianza para el Progreso        | Sergio Baigorria Seas             |                  | Renovación Popular               |
| Moche                                | 44 663    | César Fernández Bazán       |                  | Alianza para el Progreso        | Roberto Chávez Olivos             |                  | Somos Perú                       |
| Mazamari                             | 44 652    | Marcelino Camarena Torres   |                  | Perú Libre                      | Jhony Apolinario Caso             |                  | Sierra y Selva Contigo Junín     |
| Laredo                               | 44 440    | Miguel Chávez Castro        |                  | Alianza para el Progreso        | Sergio Vílchez Neira              |                  | Trabajo Más Trabajo              |
| Santa Rosa                           | 42 107    | Alan Carrasco Bobadilla     |                  | Somos Perú                      | George Robles Soto                |                  | Podemos Perú                     |
| La Arena                             | 42 102    | Carlos Yarleque Masías      |                  | Fuerza Regional                 | Venancio Risco Juárez             |                  | Región para Todos                |
| Chao                                 | 41 760    | Ney Gamez Espinoza          |                  | Partido Aprista Peruano         | Juan Soles Carbajal               |                  | Trabajo Más Trabajo              |
| Pichanaqui                           | 41 498    | Raúl Aliaga Sotomayor       |                  | Perú Libre                      | Eliseo Pariona Galindo            |                  | Sierra y Selva Contigo Junín     |
| Santa María                          | 40 340    | Juan García Romero          |                  | Concertación para el Desarrollo | José Vásquez La Cruz              |                  | Patria Joven                     |
| Cieneguilla                          | 40 193    | Edwin Subileti Areche       |                  | Democracia Directa              | Emilio Chávez Huaringa            |                  | Podemos Perú                     |
| Bellavista                           | 39 384    | José Crisanto Vilela        |                  | Seguridad y Prosperidad         | Julio Oliva Reto                  |                  | Región para Todos                |
| Imperial                             | 39 293    | Percy Manrique Aburto       |                  | Fuerza Regional                 | Carlos Yauricasa Tipiani          |                  | Podemos Perú                     |
| Florencia de Mora                    | 37 879    | Hernán Cabeza Cortez        |                  | Alianza para el Progreso        | Wilson Toribio Vereau             |                  | Trabajo Más Trabajo              |
| Huarmaca                             | 37 259    | Ovildoro Lara Tineo         |                  | Fuerza Regional                 | Vicente Tiquillahuanca Chuquipoma |                  | Unidad Regional                  |
| Huaura                               | 37 758    | Jacinto Romero Trujillo     |                  | Unidad Cívica Lima              | Juan Reaño Antúnez                |                  | Patria Joven                     |
| Barranco                             | 36 467    | José Rodríguez Cárdenas     |                  | Siempre Unidos                  | Jessica Vargas Gómez              |                  | Renovación Popular               |
| Monsefú                              | 36 188    | Manuel Pisfil Miñope        |                  | Partido Aprista Peruano         | Erwin Huertas Uceda               |                  | Acción Popular                   |
| Motupe                               | 35 523    | Javier Contreras Muñoz      |                  | Alianza para el Progreso        | Carlos Falla Castillo             |                  | Avanza País                      |
| Río Negro                            | 35 464    | Lizeth Chuquimia Velásquez  |                  | Alianza para el Progreso        | Yuri Ferrini Nieto                |                  | Sierra y Selva Contigo Junín     |
| Mala                                 | 34 836    | Sonia Ramos Ruiz            |                  | Patria Joven                    | Julio Espichán Asín               |                  | Concertación para el Desarrollo  |
| Alto de la Alianza                   | 34 733    | Víctor Gandarillas Chávez   |                  | Somos Perú                      | Demetrio Cutipa Vilca             |                  | Juntos por Tacna                 |
| Sunampe                              | 34 535    | José Matías Rojas           |                  | Todos por el Perú               | Jesús Rojas Valerio               |                  | Podemos Perú                     |
| Subtanjalla                          | 34 046    | Manuel Cabrera Huayanca     |                  | Obras por la Modernidad         | Andrés Farfán García              |                  | Uno por Ica                      |
| Imaza                                | 33 338    | Alejandro Mikayu Yagkuag    |                  | Energía Comunal Amazónica       | Eduardo Cungumas Kujancham        |                  | Podemos Perú                     |
| Pacasmayo                            | 33 150    | César Milla Manay           |                  | Alianza para el Progreso        | Ricardo Guanilo Ayala             |                  | Trabajo Más Trabajo              |
| Marcavelica                          | 33 129    | Augusto Chiroque Nunura     |                  | Seguridad y Prosperidad         | Enoc Ojeda Ruiz                   |                  | Región para Todos                |
| Carmen Alto                          | 32 402    | Jesús Llallahui León        |                  | Gana Ayacucho                   | Ulises Huamán Flores              |                  | Movimiento Regional AGUA         |
| Santiago                             | 32 245    | Leonardo Guerrero Silva     |                  | Obras por la Modernidad         | Ismael Carpio Solís               |                  | Alianza para el Progreso         |
| Ciudad Nueva                         | 32 153    | Helmer Fernández Chaparro   |                  | Avanza País                     | Walter Cardoza Chura              |                  | Podemos Perú                     |
| Andrés Avelino Cáceres Dorregaray    | 32 000    | Alcides Ñaña Luján          |                  | Musuq Ñan                       | Edwin Gavilán López               |                  | Movimiento Regional AGUA         |
| Huancan                              | 31 882    | Edgar Vilcahuaman Ponce     |                  | Perú Libre                      | Franklin Rosales Cóndor           |                  | Sierra y Selva Contigo Junín     |
| Salas                                | 31 666    | Juan Quijandria Lavarello   |                  | Obras por la Modernidad         | Javier Fernández Matta            |                  | Obras por la Modernidad          |
| Yanacancha                           | 31 151    | Omar Raraz Pascual          |                  | Frente Andino Amazónico         | Julio Cajahuaman Quispe           |                  | Pasco Dignidad                   |
| San Clemente                         | 30 611    | Carlos Palomino Sotelo      |                  | Obras por la Modernidad         | Alejandro Escate Palacios         |                  | Uno por Ica                      |
| Grocio Prado                         | 30 450    | Orlando Torres Valenzuela   |                  | Unidos por la Región            | Víctor Pachas Morán               |                  | Uno por Ica                      |
| Tumán                                | 30 159    | Ruperto Ipanaque Zapata     |                  | Democracia Directa              | Julio Gálvez Marrufo              |                  | Alianza para el Progreso         |
| Casa Grande                          | 29 942    | Juan Fernández Gallardo     |                  | Súmate                          | John Vargas Campos                |                  | Nueva Libertad                   |
| Nuevo Imperial                       | 29 934    | Alexander Salas Rivera      |                  | Fuerza Popular                  | Carmen Ramos Oyolo                |                  | Unidad Cívica Lima               |
| San Ramón                            | 29 821    | Dubal Olano Romero          |                  | Sierra y Selva Contigo Junín    | Renato Carrión Wissar             |                  | Alianza para el Progreso         |
| Paiján                               | 29 804    | Oswaldo Alva Iglesias       |                  | Somos Perú                      | Richard Zavaleta Guarniz          |                  | Nueva Libertad                   |
| Las Lomas                            | 29 345    | Manuel García Villegas      |                  | Somos Perú                      | María del Rosario Guevara         |                  | Contigo Región                   |
| Végueta                              | 29 269    | Eutemio Ríos Alarcón        |                  | Fuerza Regional                 | Mario Rodríguez Collantes         |                  | Concertación para el Desarrollo  |
| Río Tambo                            | 29 138    | Luis Buendía Vásquez        |                  | Caminemos Juntos por Junín      | Digna Sucari Maldonado            |                  | Caminemos Juntos por Junín       |
| Hualmay                              | 29 126    | Sandra Churrango Valdivia   |                  | Concertación para el Desarrollo | Reynaldo Cherrepano Manrique      |                  | Patria Joven                     |
| Sachaca                              | 29 124    | Emilio Díaz Pinto           |                  | Acción Popular                  | Renzo Salas Herrera               |                  | Arequipa Avancemos               |
| Querocotillo                         | 28 667    | Jorge Irazábal Álamo        |                  | Restauración Nacional           | José Fernández Tapia              |                  | Cajamarca Siempre Verde          |
| Pomalca                              | 27 672    | Julio Lazo Pomares          |                  | Partido Aprista Peruano         | Manfri Bernal Yovera              |                  | Perú Libre                       |
| Yanahuara                            | 27 081    | Roger Huerta Presbítero     |                  | Juntos por el Desarrollo        | Sergio Bolliger Marroquín         |                  | Arequipa Transformación          |